# Мхаргрдзелі
Закаряни (Захаряни) (Мхаргрдзелі, 1196–1261) — вірменський князівський рід, ішхани Східної Вірменії та грузинські намісники роду Мхаргрдзелі, нащадки династії Карін-Пахлевідів.
Назва різнилася в залежності від місцевості та часу. Так, на грецький манер, династію іменують Закіріді (Захаріди, Закаріди), грузини, маючи на увазі переважно своїх представників династії, говорять Мхаргрдзелі, вірмени — Закаряни (Захаряни).

Звільнена Закарянами Східна Вірменія. Початок XIII століття.

Судячи з написів, залишеними ними в Ахпаті та Амберді, самі Закаряни вважали себе нащадками вірменських царських родів Багратідів та Арцрунідів.
Рід Закарянів дав Вірменії та Грузії багатьох великих політичних та військових діячів. Відгалуженням роду Закарянів є вірменський князівський рід Ваграмянів, правителів князівства Гаг (в північній Вірменії), що була у васальній залежності спочатку від вірменського Ташир-Дзорагетського царства, потім від Грузинського царства. Засновником вірменського княжого роду Ваграмянів-Гагеці був князь Ваграм I — дядько Закарі та Івані. Сестра братів Закарянів — Хорішах — була одружена з князем Вахтангом II Тангіком, тобто була матір'ю князя Гасана-Джалала Дола, правителя вірменського Хаченського князівства.